# كهتك (فين)
کهتك (بالفارسية: کهتک) هي قرية تقع في إيران في قسم فين الريفي. يقدر عدد سكانها بـ 195 نسمة بحسب إحصاء 2016.